# Starsailor (album)
Starsailor è il sesto album discografico del cantante statunitense Tim Buckley, registrato tra il 10 e il 21 settembre 1970, e pubblicato il 2 novembre dello stesso anno per la Straight Records di Frank Zappa.

## Il disco
Starsailor segnò il passaggio definitivo di Buckley dal folk rock ad un suo genere originale profondamente influenzato dal jazz e dal rock psichedelico. Si tratta di un album estremamente difficile, nel quale l'artista termina la sua ricerca verso forme musicali sperimentali che aveva già affrontato nel precedente Lorca.
Starsailor contiene Song to the Siren, oggi conosciuta al grande pubblico grazie all'interpretazione della band This Mortal Coil, contenuta nell'album It'll End in Tears del 1984.
L'album ha dato il nome all'omonimo gruppo inglese degli anni duemila.

## Accoglienza
| Recensione     | Giudizio       |
| -------------- | -------------- |
| AllMusic       |                |
| Piero Scaruffi |                |
| Ondarock       | Pietra miliare |

Nonostante all'epoca della sua uscita ebbe scarso successo commerciale (un fattore che, assieme alle pressioni dei discografici, spingeranno l'artista a virare verso sonorità più commerciali), Starsailor è molto apprezzato dalla critica, e considerato il suo ultimo capolavoro. Starsailor compare anche in un libro dedicato ai 500 dischi fondamentali della musica rock.

## Tracce
Lato A
1. Come Here Woman – 4:09 (Tim Buckley)
2. I Woke Up – 4:02 (Larry Beckett, Tim Buckley)
3. Monterey – 4:30 (Larry Beckett, Tim Buckley)
4. Moulin Rouge – 1:57 (Larry Beckett, Tim Buckley)
5. Song to the Siren – 3:20 (Tim Buckley)

Durata totale: 17:58
Lato B
1. Jungle Fire – 4:42 (Tim Buckley)
2. Starsailor – 4:36 (Larry Beckett, Tim Buckley, John Balkin)
3. The Healing Festival – 3:16 (Tim Buckley)
4. Down by the Borderline – 5:22 (Tim Buckley)

Durata totale: 17:56

## Musicisti
- Tim Buckley – voce, chitarra a dodici corde
- Lee Underwood – chitarra elettrica, pianoforte elettrico, organo a canne
- John Balkin – contrabbasso, basso elettrico
- Bunk Gardner – flauto alto, sassofono tenore, tromba, flicorno
- Maury Baker – timpani, performer (traps)